# Pavonia calyculosa
Pavonia calyculosa är en malvaväxtart som beskrevs av A. St.-hil. och Naud.. Pavonia calyculosa ingår i släktet påfågelsmalvor, och familjen malvaväxter. Inga underarter finns listade i Catalogue of Life.